# حكومة زيد الرفاعي الثانية
حكومة زيد الرفاعي الثالثة هي الحكومة السادسة والستون من حكومات المملكة الأردنية الهاشمية. شكّل زيد الرفاعي الحكومة في 23 نوفمبر عام 1974م، بتكليف من ملك الأردن الحسين بن طلال. وقد حلّت الحكومة في 8 فبراير 1976.

## وصلات خارجية
- موقع رئاسة الوزراء